# Hakushū Kitahara
Hakushū Kitahara,  (北原 白秋?, Kitahara Hakushū), pseudonimo di Kitahara Ryūkichi  (北原 隆吉?, Kitahara Ryūkichi) (Yanagawa, 25 gennaio 1885 – Kamakura, 2 novembre 1942), è stato un poeta giapponese, che influenzò la poesia giapponese moderna con il suo stile estetico e simbolico.

## Biografia

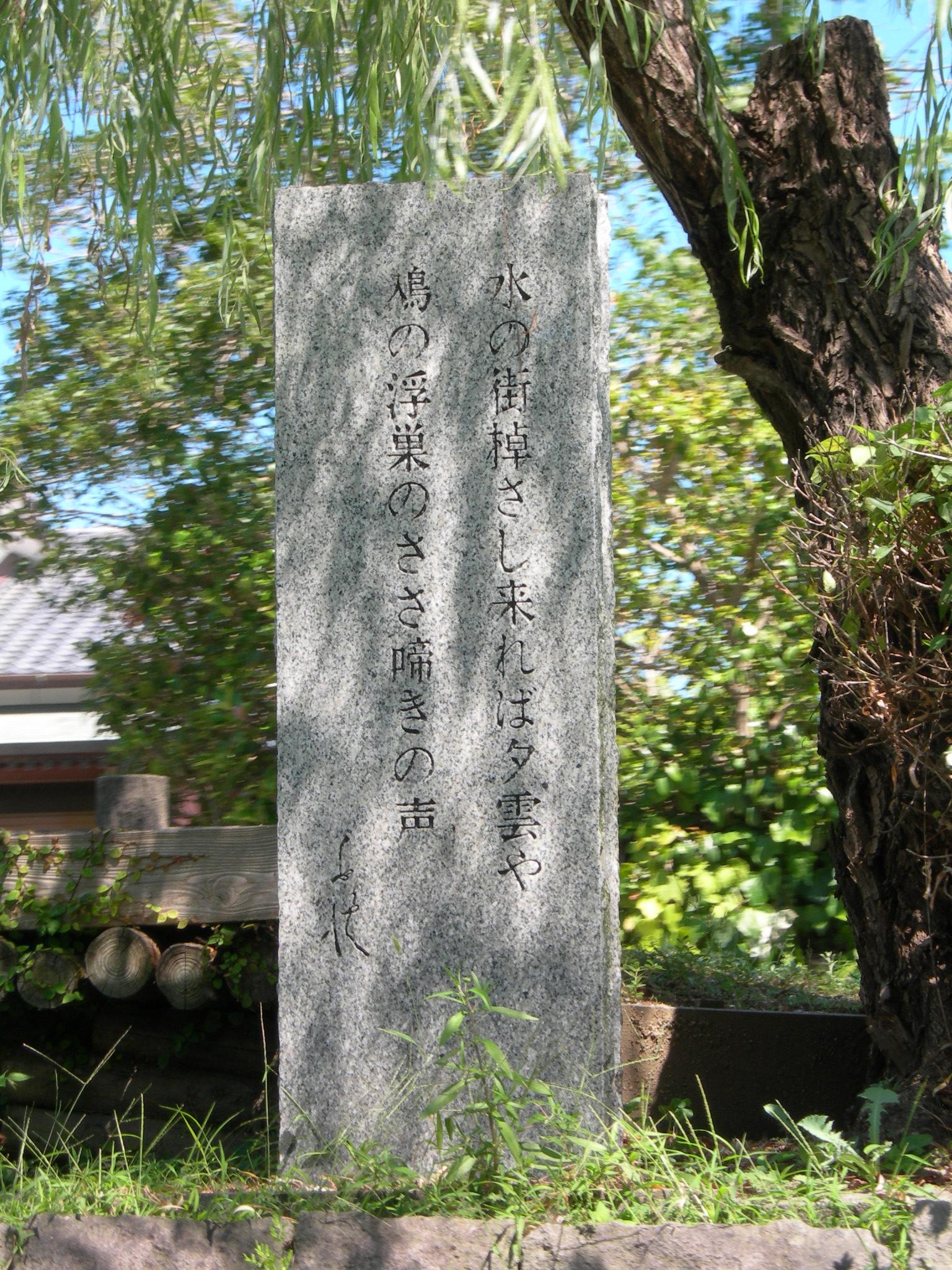
Stele di Hakushū Kitahara, Yanagawa

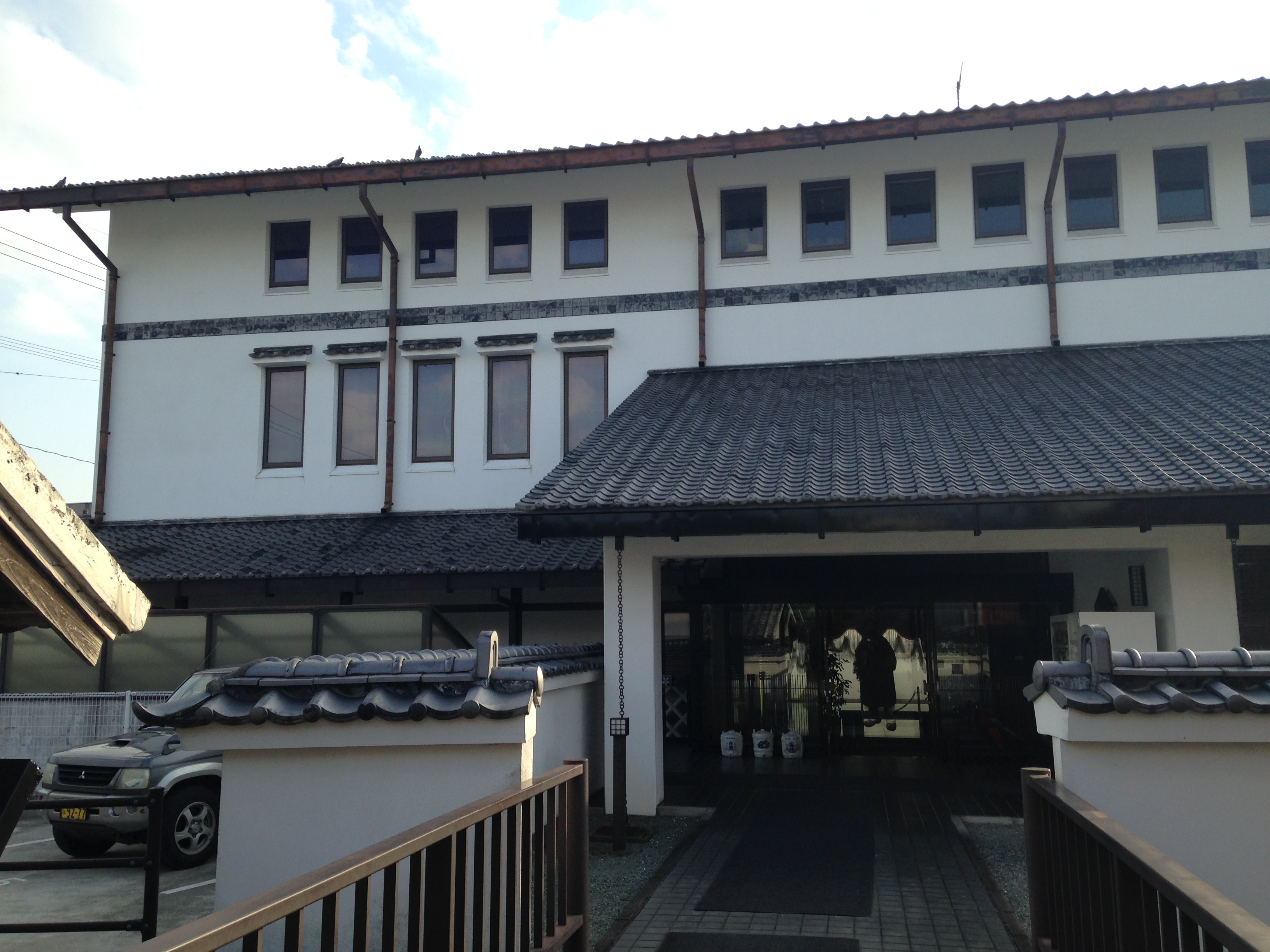
Museo in memoria di Kitahara Hakushu, Yanagawa

Kitahara studiò letteratura inglese presso l'Università di Waseda a Tokyo, dove si interessò alla poesia di Shimazaki Tōson (1872-1943).
Gli esordi letterari di Kitahara furono influenzati dalle sue frequentazioni avute a Nagasaki, dove incontrò i discendenti dei cristiani dei secoli XVI e XVII, osservando e studiando i riti, le credenze e le tradizioni.
Nel 1906 divenne membro dello Shinshisha ("Associazione di nuovi poeti") e pubblicò poesie nella sua rivista Myōjō ("Stella luminosa"), che lo mise in luce come un giovane poeta emergente.
Nel 1908 fondò, insieme ad altri letterati, il Pan no Kai ("La società Pan"), in disaccordo con il Naturalismo, che era molto diffuso e apprezzato nell'ambiente letterario in quel momento.
L'anno seguente collaborò con la rivista letteraria Subaru ("Le Pleiadi"), dove pubblicò alcune sue poesie.
La sua prima raccolta si intitolò Jashūmon ("La religione eretica, 1909), il nome che identificava il cristianesimo ai tempi delle persecuzioni durante l'epoca Tokugawa (徳川時代?, Tokugawa jidai, 1603-1868). La raccolta incluse numerose poesie riguardanti il cristianesimo diffuso in Giappone dai missionari, nei secoli XVI e XVII.
Nel 1911 pubblicò Omoide ("Ricordi"), un'altra antologia di poesie che riscosse un buon successo, incentrata sui ricordi del mondo visto con i suoi occhi di bambino, e due anni dopo la sua più importante e apprezzata raccolta poetica, intitolata Tokyo keibutsu-shi ("Poesie su Tokyo", 1913), che si caratterizzò sia per la brillante ispirazione sia per lo stile armonioso.
Kitahara ebbe la passione per i viaggi, trascorrendo gran parte della sua vita, e in particolare durante la sua pensione, in viaggio in tutto il Giappone, la Cina e la Corea.
Un'altra sua passione furono le relazioni con le donne, e nel 1912 ebbe qualche problema perché fu accusato di adulterio.
Nel 1918 gli fu chiesto di creare canzoni per bambini da pubblicare sulla rivista letteraria Akai Tori  ("Uccelli rossi"), e da quel momento si dedicò per tutta la sua carriera anche a comporre canzoni per bambini, tra le quali, nel 1919, la raccolta Tonbo No medama ( "Gli occhi della libellula") e nel 1922 Kodomo no Kuni ("Paese dei bambini").
Il 1940 fu l'anno della sua consacrazione letteraria, dato che fu nominato membro dell'Accademia delle Arti del Giappone.
Nel 1937 si ammalò di diabete; gradualmente la sua salute peggiorò, Kitahara diventò quasi completamente cieco, e morì dopo pochi anni, il 2 novembre 1942 a causa delle complicanze del diabete.
Durante la sua carriera letteraria, Kitahara compose sia poesie tradizionali, tanka e haiku, sia moderne, shuntaishi, ispirate alla poesia occidentale; Kitahara ha innovato la poesia tanka introducendo un nuovo stile simbolico e decadente e ha fondato una rivista tanka, intitolata Tama.
La città di Yanagawa dedica a Kitahara un festival ogni novembre.

## Opere principali
- Jashūmon (邪宗門), poesie, 1909;
- Omoide (思ひ出), poesie, 1910;
- Kiri no Hana (桐の花), poesie, 1913;
- Tombo no Medama (とんぼの眼玉), poesie per bambini, 1919;
- Mazā Gūsu (まざあ・ぐうす), traduzioni di poesie dall'inglese, 1921;
- Usagi no Dempō (兎の電報), filastrocche, 1921;
- Kodomo no Mura (子供の村), filastrocche, 1926;
- Midori no Shokkaku (緑の触覚), saggio, 1929.